# Museu Delger
El Museu Delger és una obra de Caldes de Montbui (Vallès Oriental) protegida com a bé cultural d'interès local. És una antiga casa de la família Delger o Casa de les Graus, convertida en museu. Es tracta d'una casa entre mitgeres de planta baixa i dos pisos, amb un pati inferior porticat i amb un petit jardí. Antigament estava unida amb la Casa Delger.

## Descripció
L'estructura és la tradicional de parets de càrrega amb bigues de fusta vistes i moltes vegades pintades. Teulada en dues vessants. L'edifici queda rematat per un ràfec a manera de cornisa ceràmica, i un canaló també ceràmic.
La façana no és simètrica respecte a un eix central, sinó que es compon al llarg de tres eixos verticals no equidistants. Té unes proporcions verticals encara que té també components horitzontals, com el ràfec de la coberta i la línia de balconada (ferro forjat), una simple i l'altra que uneix dos dels forats. Hi ha una gradació de mides amb l'alçada. Presenta a la part inferior un gran portal de dovelles de pedra típic de les cases pairals. Els murs estan arrebossats i decorats amb senzills esgrafiats de tons sienes. A la planta baixa l'esgrafiat simula l'especejament de cadiratge de pedra.
A les plantes superiors les finestres estan emmarcades amb una diferent coloració de l'arrebossat. Una decoració rectangular uneix, al llarg de la façana, el primer i segon pis en sentit vertical. Cal destacar l'artística decoració de parets i sostres de l'interior d'habitacions i corredors.

## Història
La família Delger (Antoni Delger i Margarita Cendra) s'estableix a la vila de Caldes per l'any 1765. Aquestes eren uns calderers nòmades que venien de la colònia francesa d'Argèlia. El seu fill primogènit, Antoni Delger Cendra, seguí l'ofici del seu pare, així com els seus nets, donant continuïtat a l'ofici, d'aquí que a Caldes la casa fos coneguda com a Can Calderer. Amb el temps, les noves generacions varen variar de professió, dedicant-se a mitjans de segle passat a la fabricació d'aiguardent, essent el promotor Joaquim Delger Sabater.
La casa pairal és del segle xvii, però segons algunes dades fou renovada considerablement el 1807. Joaquima Delger Vda. d'Armengol en fou la darrera inquilina. Sense fills, nomenà hereu el seu cosí germà, el Dr. Joaquim Delger Bueno (sacerdot). El 25 d'octubre de 1959 la Casa Delger fou lliurada per aquest últim a l'Ajuntament de Caldes per a bé comú de tots els calderins.
A la Casa Delger hi ha un gran tresor artístic que s'ha anat acumulant al llarg de les generacions. S'hi exhibeixen mobles antics, objectes diversos (una bateria de cuina d'aram dels primers Delger calderers, una interessant col·lecció de pintura, dibuix, escultures, etc.). Hi ha una notable col·lecció d'escultures, dibuixos, aquarel·les i joies de Manolo Hugué, que residí gran part de la seva vida a Caldes. És d'un gran valor la biblioteca, que està dotada d'aproximadament quatre mil volums, entre els quals hi ha un exemplar de la "Història de Montserrat" del qual sols hi ha 5 exemplars i un "Cantar de los Cantares". La biblioteca data de l'any 1894.